# Heart of the Sea - Le origini di Moby Dick
Heart of the Sea - Le origini di Moby Dick (In the Heart of the Sea) è un film del 2015 diretto da Ron Howard.
La pellicola è l'adattamento cinematografico del libro Nel cuore dell'oceano - La vera storia della baleniera Essex (In the Heart of the Sea: The tragedy of the whaleship Essex), scritto da Nathaniel Philbrick nel 2000, sulla storia della baleniera Essex, evento che ha ispirato Herman Melville per la stesura del suo celebre Moby Dick.

## Trama
Nel 1850 lo scrittore Herman Melville, in cerca di ispirazione per un nuovo romanzo, si reca a far visita all'anziano Thomas Nickerson, sull'isola di Nantucket (Massachusetts) con la speranza di riuscire a farsi raccontare del tragico naufragio della baleniera Essex, su cui Nickerson era in servizio come mozzo. Il vecchio marinaio, in un primo momento, si mostra riluttante, ma alla fine, incoraggiato anche dalla moglie, si decide a raccontare al suo ospite la vera storia del naufragio.
Nel 1820 il giovane ed esperto baleniere Owen Chase, nonostante le promesse fattegli dalla compagnia degli armatori di Nantucket di vedersi assegnare il comando di una nave tutta sua, viene costretto a imbarcarsi sulla baleniera Essex come primo ufficiale, mentre per il comando gli è stato preferito l'inesperto e arrogante George Pollard, in quanto figlio di una conosciuta e rispettata famiglia di comandanti di baleniere (al contrario di Owen, che è figlio di un galeotto e proviene da una stirpe di agricoltori). La spedizione all'inizio sembra del tutto insoddisfacente, in quanto, dopo un primo abbattimento, si ritrova senza altre prede, quindi il comandante, nonostante il parere contrario della ciurma, decide di avventurarsi in un braccio di oceano ancora inesplorato, a ovest delle coste dell'Ecuador: un vecchio baleniere spagnolo li ha infatti informati che in quelle acque vive una balena bianca che aveva decimato parte del suo equipaggio.
Raggiunto il punto di caccia, la Essex si imbatte effettivamente in un banco di capodogli e parte all'inseguimento, ma nel bel mezzo della battuta di caccia compare proprio la gigantesca balena, che prima distrugge una delle scialuppe e subito dopo colpisce e fa affondare la stessa Essex. Fortunatamente la nave impiega alcune ore a colare a picco, dando modo a Chase, Pollard e buona parte dell'equipaggio di mettersi in salvo sulle lance rimanenti, andando alla deriva in acque sperdute. Per gli uomini in balia dell'oceano, senza cibo né acqua e perennemente inseguiti dalla balena bianca, inizia una drammatica lotta per la sopravvivenza, che pur di riuscire a tornare a casa li costringerà a commettere le azioni più impensabili, fra cui il cannibalismo.
Dopo 90 giorni alla deriva, i sopravvissuti sono tratti in salvo, curati e nutriti da un'altra nave che li ospiterà; dopo ulteriori tre mesi giungono nel villaggio di partenza. A causa delle perdite economiche e umane, gli uomini dell'equipaggio saranno coinvolti in un'inchiesta che è ritenuta una farsa dallo stesso Nickerson, poiché la sentenza era stata già scritta per coprire chi deteneva gli interessi maggiori nell'affare, nonostante il capitano Pollard, spronato da Chase, abbia raccontato la verità su tutto ciò che era accaduto.
Melville ha ottenuto così la trama che gli serviva per la sua opera, che verrà pubblicata nel 1851 con il titolo Moby Dick e otterrà un successo immenso. Lascia dunque la casa di Nickerson dopo che i due hanno parlato di un nuovo tipo di olio scoperto nel sottosuolo, ossia il petrolio.

## Personaggi
- Owen Chase, interpretato da Chris Hemsworth
- George Pollard, interpretato da Benjamin Walker

## Produzione
Il progetto doveva prendere vita già nel 2000 dopo l'uscita del libro, quando la The Weinstein Company affidò la regia a Barry Levinson, ma saltò tutto e fu accantonato.
Il titolo iniziale della pellicola era Heart of the Sea, poi cambiato in In the Heart of the Sea.

### Riprese
Le riprese cominciarono nel settembre 2013 a Londra e negli Studi Leavesden di Hertfordshire. Di seguito, altre riprese vennero effettuate nelle Isole Canarie di La Gomera e Lanzarote.
Il budget del film è stato di 100 milioni di dollari.

## Promozione
Il primo trailer del film viene diffuso il 16 ottobre 2014, seguito poco dopo dalla versione italiana, diffusa dalla Warner Bros.

## Distribuzione
Nel gennaio 2015 la Warner Bros. ha spostato la data di uscita del film, inizialmente previsto per il 13 marzo 2015, all'11 dicembre dello stesso anno, mentre in Italia è stato distribuito il 3 dicembre dopo un'anteprima al 33° Torino Film Festival.

## Accoglienza

### Incassi
Con un incasso globale di 94320758 $, Heart of the Sea è stato uno dei due flop al botteghino distribuiti dalla Warner nel 2015.
Nel Nord America il film ha guadagnato 3,8 milioni di dollari il primo giorno di programmazione, inclusi 575 mila dollari dalle proiezioni del giovedì sera; nel primo weekend di apertura ha incassato 11,1 milioni. Nel terzo fine settimana il film è stato ritirato dal 72,3% delle sale, il quarto più grande calo nella storia.

### Critica
Sull'aggregatore Rotten Tomatoes il film riceve il 43% delle recensioni professionali positive con un voto medio di 5,5 su 10 basato su 240 recensioni. Su Metacritic ottiene un punteggio di 47 su 100, basato su 47 recensioni.
Ignatiy Vishnevetsky di The A.V. Club definisce il film "incantevole e molto banale".

## Riconoscimenti
- 2015 - Heartland Film
  - Truly Moving Picture Award
- 2016 - Teen Choice Award[19]
  - Candidatura per il miglior film d'azione/avventura
  - Candidatura per il miglior attore in un film d'azione/avventura a Chris Hemsworth
  - Candidatura per la migliore attrice in un film d'azione/avventura a Charlotte Riley
- 2016 - Premio Visual Effects Society
  - Candidatura per i migliori effetti speciali in un film
- 2016 - Young Artist Award
  - Candidatura per il miglior giovane attore non protagonista (14 - 21 anni) in un film a Tom Holland